# Drosophila equinoxialis
Drosophila equinoxialis är en tvåvingeart som beskrevs av Theodosius Dobzhansky 1946. Drosophila equinoxialis ingår i släktet Drosophila och familjen daggflugor. D. equinoxialis indelas i två underarter, D. equinoxialis equinoxialis och D. equinoxialis caribbensis. Artens är utbredningsområde sträcker sig mellan Centralamerika och norra Sydamerika, från centrala Mexiko till Amazonområdet.